# Cesare Boschin
Cesare Boschin (Silvelle, 8 ottobre 1914 – Latina, 29 marzo 1995) è stato un presbitero italiano misteriosamente assassinato. Il suo omicidio è tuttora irrisolto. Associazioni locali e movimenti nazionali come Libera ritengono che sia stato ucciso perché si oppose alle infiltrazioni della camorra nel Lazio.
A Cesare Boschin sono intitolati due presidi dell'associazione antimafia Libera: il presidio di Camposampiero (PD) e il presidio del Sud Pontino.

## Biografia

### I primi anni
Don Cesare Boschin nasce a Silvelle di Trebaseleghe, in provincia di Padova, terzo di otto figli. Il padre Giuseppe è un muratore, la madre Clementina Cazzaro è casalinga. Frequenta la scuola e la parrocchia nella frazione di Silvelle, quindi a Piombino Dese. Entra nel seminario di Treviso ma deve lasciarlo per le difficoltà economiche della famiglia che non può permettersi la retta. Accolto nella Piccola Casa della Divina Provvidenza di don Luigi Orione, riprende gli studi prima a Tortona, quindi a Genova.
Il 12 luglio 1942 viene ordinato sacerdote nel Santuario della Madonna del Caravaggio a Fumo, frazione del comune di Corvino San Quirico, paese del quale sarà viceparroco negli anni della seconda guerra mondiale. Nel 1945 viene trasferito a Roma, quindi ad Anzio per assistere la popolazione duramente colpita dagli eventi bellici. Nel 1950 accetta la proposta del vescovo di Albano di occuparsi della ricostruzione della chiesa di Santa Maria Goretti a Le Ferriere, nel comune di Latina. Per via delle sue origini, decidono di affidargli anche la vicina parrocchia della Santissima Annunziata a Borgo Montello, popolata in larga parte da emigranti veneti.
Don Cesare è attivissimo: fonda l'Azione Cattolica e promuove diverse iniziative per i giovani del borgo. Cerca di alleviare la fame e la povertà, trovando lavoro agli sfollati o la terra per i contadini. Nel corso degli anni sessanta per il suo attivismo deve subire attacchi e calunnie. Alla proposta del vescovo che vuole inviarlo in un'altra parrocchia per salvarlo dai pettegolezzi, don Cesare annuncia che preferisce restare a Borgo Montello e "portare la sua croce".

## L'omicidio
La mattina del 30 marzo 1995 il suo cadavere venne ritrovato incaprettato (con le mani e i piedi legati e una corda intorno al collo) dalla perpetua nella sua camera da letto. Venne rinvenuto con il corpo ricoperto da lividi, la mascella e diverse ossa fratturate, la bocca incerottata. L'autopsia stabilì la morte per soffocamento provocato dalla dentiera ingoiata dal parroco per via delle percosse. Gli assassini portarono via le due agende in cui don Cesare era solito annotare tutto, lasciando una preziosa croce in oro, il portafoglio del sacerdote che conteneva settecentomila lire. Altri cinque milioni nascosti in un armadio furono rinvenuti due mesi dopo e donati – secondo le sue disposizioni – a Madre Teresa di Calcutta.
Le indagini furono inizialmente rivolte negli ambienti della tossicodipendenza, si ritenne che don Cesare fosse stato ucciso dopo un tentativo di rapina andato a male da parte di alcuni ragazzi di una vicina comunità di recupero. Questa tesi fu sposata anche dall'allora vescovo di Latina, Domenico Pecile, nell'omelia del funerale.
La teoria della rapina non riuscì però a giustificare il fatto che i presunti ladri non avessero prelevato il denaro dalla canonica. Le inchieste, allora, puntarono ad approfondire alcune voci che avevano iniziato a girare a Borgo Montello subito dopo l'omicidio: si diceva che don Cesare frequentasse gli ambienti gay clandestini della zona. La notte della sua morte, il parroco avrebbe ricevuto dei ragazzi per un incontro sessuale, ma la situazione era degenerata. Le voci furono prontamente smentite dai parrocchiani del borgo. La procura comunque fermò e interrogò alcuni giovani polacchi ma le indagini si conclusero quattro mesi dopo con l'archiviazione del caso.

## La pista della camorra
Il 29 luglio del 2009, durante un convegno a Roma don Luigi Ciotti chiese davanti al presidente della repubblica Giorgio Napolitano la riapertura dell'inchiesta sulla morte di don Boschin. Il suo appello fu subito fatto proprio da diverse associazioni antimafia del Lazio nonché dall'Azione Cattolica della diocesi di Latina e dall'Agesci pontina.
Don Ciotti si era fatto portavoce a livello nazionale delle richieste di un gruppo di cittadini di Borgo Montello che legava la morte del loro parroco ai traffici di rifiuti tossici smaltiti illegalmente dalla camorra in una vicina discarica. Traffico che è stato confermato negli anni da numerosi pentiti ma che non è mai stato confermato da alcun rinvenimento in loco.
Nei mesi precedenti alla morte di don Cesare, la popolazione residente nei dintorni della discarica, per protestare contro strani miasmi che si erano intensificati nel tempo, aveva costituito un comitato di protesta. Il parroco aveva accettato di ospitare il comitato nei locali della chiesa. Il comitato, nelle sue richieste di legalità e giustizia, iniziò a sospettare traffici illeciti nel territorio. I sospetti trovarono le prime conferme dopo la denuncia di uno dei giovani disoccupati locali impiegati dalla criminalità organizzata per trasportare i rifiuti nella discarica.
Don Cesare e il comitato civico riuscirono a convincere l'allora sindaco di Latina Ajmone Finestra a richiedere l'analisi del terreno per rilevare eventuali contaminazioni.
Il comitato iniziò a subire le prime ritorsioni per la sua battaglia: lo stesso don Cesare subì diverse intimidazioni.
Una settimana prima dell'omicidio, il parroco si sarebbe recato a Roma per chiedere la fine dei traffici ad alcuni politici della ormai disciolta Democrazia Cristiana, alla quale si era rivolto in passato per trovare lavoro ad alcuni suoi parrocchiani. Successivamente avrebbe incontrato il capitano provinciale dei carabinieri per le stesse ragioni.
La sua morte sarebbe stata quindi una vendetta della criminalità organizzata per stroncare la protesta dei residenti. In effetti, subito dopo l'omicidio, il comitato si scolse e sulla discarica scese il silenzio.
Le stesse modalità della morte, con l'incaprettamento tipico degli omicidi mafiosi, sarebbero secondo Libera una conferma della pista camorristica. Alla sua morte sarebbe legato anche l'omicidio dell'avvocato Enzo Mosa a Sabaudia il 2 febbraio del 1998.
In un'intervista a Lazio Tv, il pentito di camorra Carmine Schiavone ha sostanzialmente confermato che "Don Cesare è stato ucciso per questi motivi, perché aveva capito qualcosa".